# Хорда (біологія)

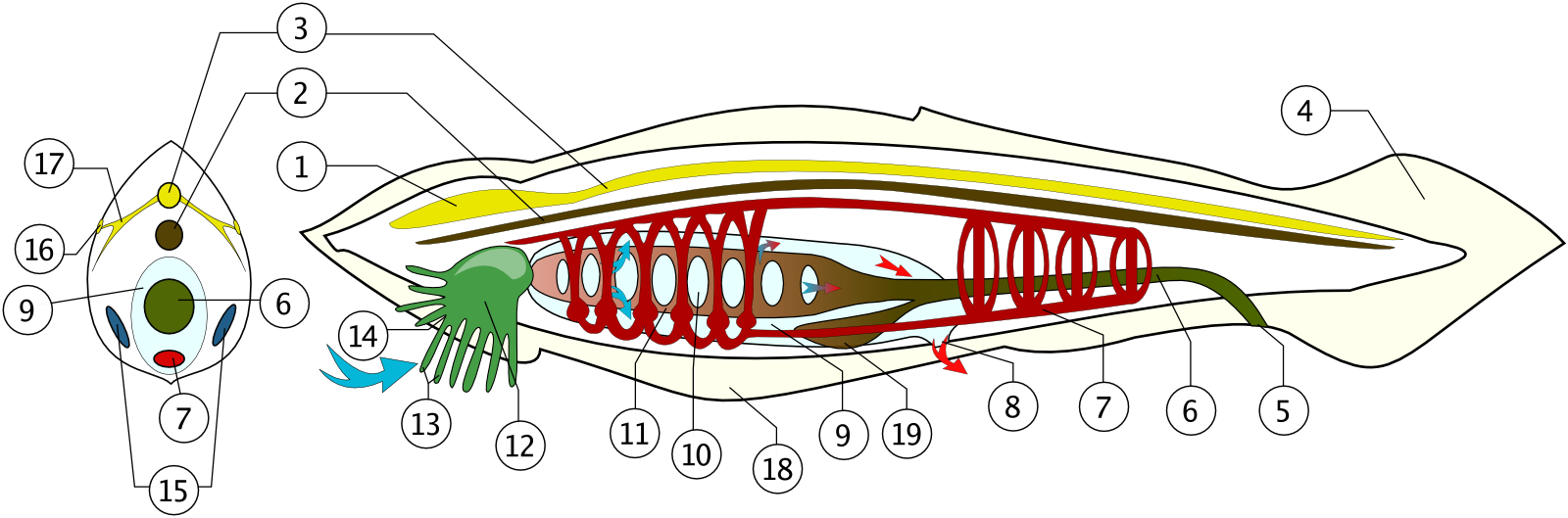
На схемі будови ланцетника: коричневий тяж (№ 2) — хорда

Хо́рда (грец. χορδή — струна́) — несегментована скелетна вісь хордових тварин. Є важливою таксономічною ознакою. Під час ембріонального розвитку є у всіх хордових, а на все життя зберігається лише в деяких покривників (апендикулярії), головохордових (ланцетник) і риб (суцільноголові, лопатепері та хрящові ганоїди). У більшості дорослих покривників редукується, а в більшості дорослих хребетних замінюється хребцями.
Хорда тягнеться уздовж тіла під нервовою трубкою. У покривників вона є лише в хвості (звідки їх друга назва «хвостохордові»), у ланцетника доходить до переднього кінця тіла (звідки назва «головохордові»), а в хребетних — лише до гіпофізу.

## Ембріогенез хребетних
У ембріона хребетних хорда розвивається з верха середньої частини первинної кишки (хордомезодерми) в вигляді виросту, який потім відокремлюється в поздовжній циліндричний тяж. Клітини зачатку хорди вакуолізуються. На периферії зберігається шар невакуолізованих клітин, так званий епітелій хорди, який потім бере участь в утворенні оболонки хорди. Спочатку утворюється тонка еластична оболонка, потім під нею формується волокниста оболонка, яка складається з колагенових волокон. У ній розвиваються хрящові тіла або вапнякові кільця, з яких потім утворюються хребці. Вони спочатку доповнюють хорду, а потім деякою мірою витісняють її. Залишки хорди зберігаються між тілами хребців (риби) або всередині них (земноводні), можуть повністю зникати (у птахів) або зберігатись у міжхребцевих хрящах (у ссавців). У вищих хребетних у процесі ембріогенезу хорда бере участь у формуванні нервової трубки.

## Еволюція
Формування хорди та передньо-задньої осі тіла в зародків хребетних управляє транскрипційний фактор Brachyury. Довгий час вважалося, що більше ні в кого, крім багатоклітинних тварин, цього гена немає. Але тепер з'ясувалося, що цей ген є у багатьох одноклітинних організмів і грибів, причому функція цього гена дуже стабільна: експериментально показано, що продукт гена Brachyury, узятий від амеби Capsaspora, здатний брати участь у розвитку жаби.

## У кулінарії
Сушена хорда осетрових риб (визига) використовується в кулінарії.